# توينيز
توينيز (بالإنجليزية: Tweenies)‏ هو مسلسل بريطاني ترفيهي حي للأطفال أنشأه ويل برينتون ولين لاونشلان. يتركز البرنامج على أربع شخصيات في سن ما قبل المدرسة، تُعرف باسم "توينيز"، يلعبون ويغنون ويرقصون ويتعلمون في حضانة خيالية في إنجلترا. يعتني بهم اثنان من التوينيز البالغين وكلبان.
عُرضت 390 حلقة من المسلسل بين 6 سبتمبر 1999 و 25 يوليو 2002. في عام 2000، فاز العرض بجائزة الأكاديمية البريطانية لفنون السينما والتلفزيون لأفضل سلسلة عمل حي لمرحلة ما قبل المدرسة، وقضت الأغاني الفردية التي تضم أغانٍ حصرية بعض الأسابيع في المخططات (الترتيب الموسيقي البريطاني) خلال أوائل العقد الأول من القرن الحادي والعشرين. عُرض المسلسل لأول مرة على بي بي سي للأطفال، وتكرر على سي بيبيز منذ إطلاق القناة عام 2002 حتى عام 2016. تم عرضه أيضًا في الولايات المتحدة ودول أخرى في جميع أنحاء العالم.

## روابط خارجية
- توينيز على موقع IMDb (الإنجليزية)
- توينيز على موقع روتن توميتوز (الإنجليزية)
- توينيز على موقع ميوزك برينز (الإنجليزية)
- توينيز على موقع فيلمافينيتي (الإسبانية)
- توينيز على موقع كينوبويسك (الروسية)
- توينيز على موقع قاعدة بيانات الفيلم (الإنجليزية)